# Stanislav Leščinski
Stanislav Leščinski (poljsko Stanisław Leszczyński, litovsko  Stanislovas Leščinskis, francosko Stanislas Leszczynski) ali Stanislav I. Poljski je bil kralj Poljske, veliki knez Litve, vojvoda Lorene in grof Svetega rimskega cesarstva, *  20. oktober 1677, Lvov, Republika obeh narodov, †  23. februar 1766, Lunéville, Francosko kraljestvo.
Rojen je bil v vplivni poljski družini in imel v mladosti možnost potovati po zahodni Evropi. Leta 1702 je na Poljsko vdrl švedski kralj Karel XII. Vdor je bil nadaljevanje številnih sporov med silami severne Evrope. Karel je prisilil poljsko plemstvo, da je odstavilo svojega kralja Avgusta II. Močnega in leta 1704 na njegovo mesto postavilo  Stanislava Leščinskega.
Zgodnje 18. stoletje je bilo za Poljsko obdobje velikih težav in pretresov. Leta 1709 je Karel XII.  v bitki z Rusi pri Poltavi doživel težak poraz in zbežal v Osmansko cesarstvo. V domovini je izgubil vso podporo in poljski prestol je ponovno zasedel Avgust II. Stanislav je pobegnil v francosko vojvodino Alzacijo. Leta 1725 se je njegova hči Marie Leščinska poročila s francoskim kraljem Ludvikom XV.
Po Avgustovi smrti leta 1733 ja Stanislav s francosko podporo ponovno kandidiral za poljskega kralja. Tajno je odpotoval v Varšavo je bil v parlamentu z veliko večino izvoljen za poljskega kralja. Pred njegovim kronanjem sta Carska Rusija in Habsburška monarhija v strahu, da bi Stanislav združil poljsko in švedsko-francosko zavezništvo, napadli Poljsko, da bi razveljavi njegovo izvolitev. Po Stanislavovi drugi odstavitvi je parlament pod ruskim pritiskom s skromno večino za poljskega kralja izvolil saškega volilnega kneza Friderika Avgusta II., ki je na Poljskem vladal kot Avgust III. Stanislaw se je umaknil v Danzig (Gdańsk) in zaman čakal na francosko pomoč. Pred ruskim napadom na mesto je zbežal v Königsberg v Prusiji, od koder je vodil gverilsko vojskovanje proti novemu kralju in njegovim ruskim podpornikom. Dunajski mir leta 1738 je Avgusta III. priznal za legitimnega poljskega kralja, vendar je Stanislavu dovolil, da obdrži svoje kraljevdke naslove in mu hkrati za preživetje podelil vojvodini Lorena in Bar.
V Loreni se je Stanislav dokazal kot dober skrbnik in spodbujal gospodarski razvoj. Njegov dvor v Lunévillu je postal znan kot kulturno središče. Ustanovil je Akademijo znanosti v Nancyju in Vojaški kolegij. Leta 1749 je izdal knjigo z naslovom Svoboden glas za varno svobodo, oris svojih predlaganih sprememb poljske ustave. Objavljena so bila tudi njegova pisma hčerki Marie, pruskim kraljem in Jacquesu Hulinu, njegovemu ministru v Versaillesu.
Njemu v čast se eden od trgov v Nancyju imenuje  Place Stanislas (Stanislavov trg).

## Biografija
Rojen je bil leta 1677 kot sin poznanskega vojvode Rafala  Leščinskega in kneginje Ane Katarine Jablonovske. Poročen je bil s Katarino Opalinsko, s katero je imel hčerko Marie, kasnejšo francosko kraljico. leta 1697 je kot poljski dvorni točaj podpisal dokumente o izvolitvi Avgusta II. Močnega za poljskega kralja. Leta 1703 se je pridružil Litovski konfederaciji, ki jo je s švedsko pomočjo ustanovil poljski plemič Sapieha proti kralju Avgustu.

### Prvo vladanje
Naslednje leto je švedski kralj Karel XII. po uspešni švedski invaziji na Poljsko  za novega poljskega kralja izbral Vladislava Leščinskega, ker je bil Avgust II. sovražno razpoložen do Švedov. Leščinski je bil mlad talentiran mož iz ugledne stare družine, vendar brez dovolj velike moči in političnega vpliva, da bi bila njegova oblast stabilna.
Švedi so kljub temu s podkupovanjem dosegli, da so Stanislava 12. julija 1704 izvolili za poljskega kralja. Nekaj mesecev kasneje ga je nepričakovan napad Avgusta II. prisilil, da se je zatekel v švedski tabor. 24. septembra 1705 je bil z velikim sijajem končno okronan za poljskega kralja. Karel XII. mu je priskrbel novo krono in žezlo, ker je stare poljske regalije Avgust II. odnesel na Saško. Švedski kralj je k Stanislavu poslal svojega veleposlanika Petra Estenberga, ki je deloval tudi kot dopisni sekretar.
Prva naloga novega poljskega kralja je bila utrditi  zavezništvo s Karlom XII. in doseči njegovo podporo proti ruskemu carju. V najbolj kritičnem obdobju velike severne vojne med Rusijo in Švedsko je uspel prepričati kozaškega hetmana Ivana Mazepa,  da je zapustil Petra Velikega in prestopil na švedsko stran. Sam je v vojni sodeloval z majhnim korpusom,  ki je bil uničen v  bitki pri Koniecpolu. Stanislav je bil tako odvisen od uspehov švedske vojske, da je po njenem porazu v bitki pri Poltavi leta 1709 izgubil vso avtoriteto. V tem obdobju je imel rezidenco v mestu Rydzyna med Poznanjem in Vroclavom.

### Prva izguba prestola
Velika večina Poljakov je komaj čakala, da bi Stanislav odstopil in da sklene spravo z  Avgustom II. Stanislav, bolj podoben Karlovemu plačancu kot poljskemu kralju, se je z umikajočo švedsko vojsko umaknil v Švedsko Pomeranijo in avgusta 1709 odstopil. V zameno za odstop je lahko obdržal kraljevi naslov in dobil majhno kneževino Zweibrücken.
Leta 1716 je poskušal saški častnik Lacroix izvesti atentat na Stanislava, vendar ga je preprečil Stanislav Poniatovski, oče bodočega poljskega kralja. Stanislav Leščinski je takrat živel v Wissemburgu v Alzaciji. Leta 1725 je svojo hčerko Marijo z velikim zadovoljstvom poročil s francoskim kraljem Ludvikom XV. in postal oče francoske kraljice. Od leta 1725 do 1733 je živel v Château de Chambord.

### Drugo ¨vladanje
Ludvik XV. je po smrti Avgusta II. leta 1733 podprl zetove zahteve po poljski kroni, kar je  privedlo do vojne za poljsko nasledstvo. Stanislav je prišel v Varšavo septembra 1733, potem ko je skozi Evropo potoval dan in noč, preoblečen v kočijaža. Že naslednji dan je bil kljub številnim protestom drugič izvoljen za poljskega kralja. Rusija, ki je nasprotovala kateremu koli nominirancu Francije in Švedske na poljskem prestolu, je takoj protestirala v korist novega saškega elektorja, ki ga je kandidirala njena zaveznica habsburška Avstrija.
Rusija je v Varšavi za poljskega kralja razglasila Avgusta III. Saškega in začela 30. junija z vojsko 20.000 mož pod poveljstvom  Petra Lacyja prodirati proti Danzigu. V Danzigu so bili razen Stanislava in njegovih privržencev tudi nadškof in francoski in švedski ministri. Begunci  so čakali na pomoč, ki jo je obljubil francoski kralj.
Obleganje Danziga se je začelo oktobra 1734.  17. marca 1735 je Petra Lacyja zamenjal maršal  Münnich,  20. maja 1735 pa je končno priplulo težko pričakovanao francosko ladjevje in na Westerplatte izkrcalo 2.400 mož. Teden dni kasneje je ta mala vojska poskušala prebiti ruski obroč in bila na koncu prisiljena k predaji. V tem spopadu sta se Rusija in Francija prvič srečali na bojnem polju. Danzig je 30. junija 1735 brezpogojno kapituliral, potem ko je preživel 135 dni obleganje, ki je Ruse stalo 8000 mož.
Preoblečen v kmeta je Stanislav že dva dni prej pobegnil. Ponovno se je pojavil v Königsbergu, kjer je bežno spoznal  bodočega pruskega kralja Friderika Velikega. V Königsbergu je izdal manifest svojim podpornikom, ki je povzročil ustanovitev konfederacije v njegovem imenu in pošiljanje poljskega odposlanca v Pariz s pozivom, naj Francija vdre na Saško z vsaj 40.000 možmi. V Ukrajini je poskušal Stanislava podpreti grog  Nikolaj Potocki  z raznoliko množico 50.000 mož, ki so jo Rusi razgnali.

### Vojvoda Lorene
26. januarja 1736 je Stanislav  znova odstopil s prestola, vendar je za odškodnino prejel vojvodini Loreno in Bar, ki naj bi se ob njegovi smrti vrnili Franciji. Leta 1738 je svoji posestvi Rydzyna in Lesno prodal grofu, kasnejšemu knezu  Aleksandru Jožefu Sulkovskemu. Naselil se je v Lunévilleu in leta 1750 ustanovil Académie de Stanislas in Mestno knjižnico v Nancyju. Vse življenje je posvetil znanosti in filantropiji,zlasti polemiki z Rousseauom. Objavil je tudi Głos wolny wolność ubezpieczający (v prostem prevodu Svoboden glas zagotavlja svobodo), eno od najpomembnejših političnih razprav poljskega razsvetljenstva.

## Smrt
Stanislav je bil ob rojstvu svoje pra-pra-vnukinje nadvojvodinje Marije Terezije Avstrijske, rojene 1762,  še živ. Zadnja leta življenja mu je družbo na posesti delal dober prijatelj, na Ogrskem rojeni maršal Francije Ladislav Ignac de Bercheny.
Leščinski je umrl leta 1766, star 88 let, zaradi težkih opeklin. Med dremanjem ob kaminu v svoji palači v Lunévilleu so su mu vnela oblačila. Več dni so ga zdravili, vendar je 23. februarja kljub temu umrl. Bil je najdlje živeči poljski kralj.
Pokopan je bil v cerkvi Notre-Dame-de-Bonsecours v Nancyju. Po francoski revoluciji so ga prenesli na Poljsko in pokopali v kraljevi grobnici Vavelske stolnice v Krakovu.

## Otroci
Stanislav Leščinski je imel hčerki
- Ano (25. maj 1699 – 20. junij 1717), ki je umrla neporočena in brez otrok.
- Marojo (23. junij 1703 – 24. junij 1768), poročeno s francoskim kraljem Ludvikom XV.